# Даміан (Давидов)
Архієпископ Даміан, (в миру Олег Олександрович Давидов, нар. 1 грудня 1959, Одеса, Українська РСР, СРСР)  — архієрей Української православної церкви (Московського патріархату), архієпископ Фастівський, вікарій Київської митрополії, намісник (ігумен) Введенського чоловічого монастиря (м. Київ) та чоловічого монастиря на честь Положення Ризи Божої Матері у Влахерні (с. Томашівка Фастівського району Київської області).

## Життєпис
Олег Олександрович Давидов народився 1 грудня 1959 року в м. Одеса у сім'ї робітників.
З вересня 1967 по травень 1977 року навчався в середній школі № 113 м. Одеси, по закінченню поступив в Одеське професійне кулінарне училище і закінчив 1979 році з присвоєнням кваліфікації кухар-кулінар 4 розряду.
У 1979–1981 роках проходив строкову військову службу, після закінчення якої був прийнятий паламарем — прибиральником вівтаря в Свято-Різдво Богородичну церкві м. Одеси на Слобідці-Романівці.
У 1981—1986 роках прислуговував у церкві, поєднуючи з роботою в різних установах: одеський головпоштамт, агентство «Союздрук» та 7 поліклінічне відділення.
У 1986 - 1990 роках навчався у Одеській духовній семінарії.
1 березня 1988 року став послушником одеського Успенського чоловічого монастиря, із 12 липня — Києво-Печерської Лаври.
27 жовтня 1988 року — пострижений в чернецтво з іменем Даміан на честь Даміана Печерського, 30 жовтня рукопокладений в сан ієродиякона, 13 листопада — в сан ієромонаха.
У 1990 році закінчив Одеську духовну семінарію.
1992 рік — призначений настоятелем столичного Введенського храму в Печерську.
7 грудня 1996 року — після перетворення Введенського храму у монастир призначений намісником київського Введенського чоловічого монастиря.
21 квітня 1997 року — возвендений у сан архімандрита.
24 січня 2007 року — включений до складу комісії по канонізації святих при  Священному Синоді УПЦ (МП).
8 липня 2011 року — був делегатом від Київської митрополії на Соборі УПЦ (МП).
25 серпня 2012 року — обраний, а 27 серпня 2012  — наречений єпископом Фастівським, вікарієм Київської Митрополії..
30 серпня 2012 року — відбулася архієрейська хіротонія. Її очолив митрополит Київський і всієї України Володимир (Сабодан). Йому співслужили митрополит Вишгородський і Чорнобильський Павел (Лебідь), архієпископи Бориспільський Антоній (Паканич), Тульчинський і Брацлавський Іонафан (Єлецьких), Білогородський Миколай (Грох), Уманський і Звенигородський Пантелеімон (Бащук), Яготинський Серафим (Дем'янів), Переяслав-Хмельницький і Вишневський Олександр (Драбинко), Городницький Олександр (Нестерчук), єпископи: Ніжинський і Прилуцький Іриней (Семко), Макарівський Іларій (Шишковський), Олександрійський і Світловодський Антоній (Боровик), Васильківський Пантелеймон (Поворознюк), Броварський Феодосій (Снігірьов), Шепетівський і Славутський Діонісій (Константинов), Обухівський Іона (Черепанов), Ірпінський Климент (Вечеря), Бердянський і Приморський Єфрем (Ярінко), Бородянський Варсонофій (Столяр).
19 лютого 2015 року призначений благочинним у справах монастирів Київської єпархії.
1 квітня 2015 року призначений на посаду намісника (ігумена) чоловічого монастиря на честь Положення Ризи Божої Матері у Влахерні Київської єпархії в с. Томашівка Фастівського району Київської області .
5 січня 2018 року призначений керуючим Васильківським вікаріатством Київської єпархії .
17 серпня 2018 року возведений у сан архієпископа .

### Нагороди
- Церковні
  - хрест з прикрасами (28.04.1994)
  - орден св. рівноап. вел. кн. Володимира (УПЦ (МП), 29.12.2006)
  - другий хрест з прикрасами (27.11.2008)
  - орден свт. Димитрія (Туптала), митрополита Ростовського (УПЦ (МП), 1.12.2009)
  - орден свт. Феодосія Чернігівського (УПЦ (МП), 31.08.2010)
  - відзнака Предстоятеля Української Православної Церкви (УПЦ (МП), 14.06.2012)
  - орден св. блгв. кн. Ярослава Мудрого (УПЦ (МП), 1.12.2014)
  - орден прп. Антонія і Феодосія Печерських (УПЦ (МП), 11.08.2015)

- Державні
  - орден "За заслуги" III ступеня (Україна, 22.07.2008)

- Інші
  - знак Імператорського Ордена Святої Анни (Російський Імператорський Дім, 1.06.2011)
  - орден св. рівноап. кн. Володимира IV ступеня (Російський Імператорський Дім, 22.01.2012)
  - звання «Почесний член Одеської духовної семінарії» (грудень 2012)